# Outside
Pour les articles homonymes, voir Outside (homonymie).
Outside. Papiers d'un jour est un recueil de textes de Marguerite Duras paru en 1981 aux éditions Albin Michel, dans la collection « Illustrations », puis réédité en 1984 aux éditions P.O.L.

## Historique
En 1993, une suite à ce recueil paraît et est intitulée Le Monde extérieur, sous-titré Outside 2.

## Résumé
L'un des textes du livre est consacré à Jeanne Socquet, artiste peintre admirée de Marguerite Duras.

## Éditions
- Éditions Albin Michel, coll. « Illustrations », 1981.
- Éditions P.O.L, 1984
- Éditions Gallimard, coll. « Folio », 1995